# Iphigénie en Tauride (Piccinni)
Pour l'opéra d'André Campra, voir Iphigénie en Tauride (Campra). Pour l'opéra de Christoph Willibald Gluck, voir Iphigénie en Tauride (Gluck).
Personnages
- Iphigénie, prêtresse de Diane (soprano)
- Thoas, roi de Scythie (basse-taille)
- Oreste, frère cadet d'Iphigénie (basse-taille)
- Pilade [sic], cousin d'Oreste (ténor)
- Élise, confidente d'Iphigénie (soprano)

Iphigénie en Tauride est une tragédie lyrique en quatre actes de Niccolò Vito Piccinni que l'Académie royale de musique créa le 23 janvier 1781 dans la deuxième salle du Palais-Royal. Le livret d'opéra, composé par Alphonse du Congé Dubreuil, repose sur la pièce éponyme (1757) de Claude Guimond de La Touche, mais la source ultime en est la tragédie Iphigénie en Tauride d'Euripide.

## Contexte

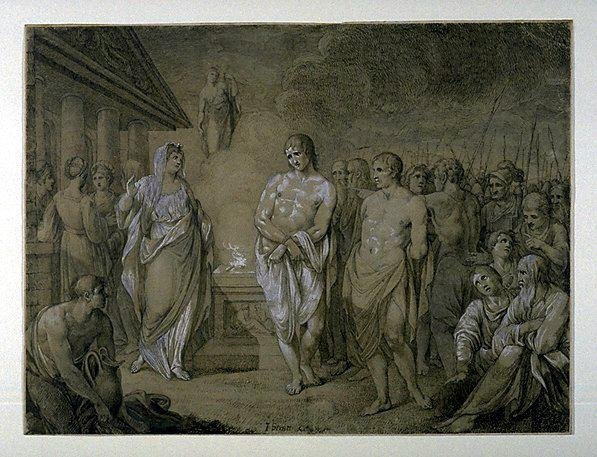
Orestes et Pylade amenés à Iphigénie de Joseph Strutt.

Iphigénie en Tauride marque le paroxysme de la querelle qui opposa les partisans de Piccinni (piccinnistes) à ceux de Gluck. Piccinni avait été amené à Paris au milieu des années 1770 pour rivaliser avec ce compositeur allemand, dont les opéras y avaient déjà remporté un grand succès. Les discussions sur les qualités respectives de leurs héros faisaient rage entre les gluckistes et les piccinnistes, même si cette lutte enthousiasma peu les compositeurs eux-mêmes. Lorsqu'il apprit que Piccinni mettait en musique le même livret de Roland (en) que lui, Gluck cessa de travailler à sa partition. Quant à lui, Piccinni admirait la musique de Gluck et était peu disposé à le défier. En 1778, le directeur de l'Académie royale de musique, Devismes du Valgay, réussit néanmoins à organiser une confrontation directe en persuadant les deux compositeurs d'écrire un opéra sur la même histoire, celle d'Iphigénie en Tauride, mais sur un livret différent.
Piccinni accepta le défi, à condition que sa version fût créée en premier. Son travail subit un ralentissement décisif à cause du livret, dont la faiblesse dramatique ressortit au fur et à mesure que la composition progressa. Son ami Pierre-Louis Ginguené songea à remanier le livet. Entre-temps, l'opéra de Gluck fut créé le 18 mai 1779 et obtint un triomphe qui constitua une autre entrave à la mise en scène de l'œuvre homonyme de Piccinni, qui attendit prudemment plus d'un an et demi pour la soumettre à la comparaison. Alors que la réaction de l'auditoire parisien à la première mondiale fut mitigée (la musique fut appréciée, mais l'œuvre n'eut pas vraiment de succès), une reprise en 1785 fut mieux accueillie.
Dans les temps modernes, l'œuvre fut reprise au Teatro Petruzzelli de Bari le 6 décembre 1986 sous la baguette de Donato Renzetti.

## Rôles
| Rôle                            | Voix         | Distribution à la première : 23 janvier 1781 (Chef d'orchestre : Jean-Baptiste Rey) |
| ------------------------------- | ------------ | ----------------------------------------------------------------------------------- |
| Iphigénie, prêtresse de Diane   | soprano      | Marie-Joséphine Laguerre                                                            |
| Oreste, frère cadet d'Iphigénie | basse-taille | Henri Larrivée                                                                      |
| Pilade [sic], cousin d'Oreste   | haute-contre | Joseph Legros                                                                       |
| Thoas, roi de Scythie           | basse-taille | Moreau                                                                              |
| Élise, confidente d'Iphigénie   | soprano      | Suzanne Joinville                                                                   |
| Un Scythe                       | haute-contre | Étienne Lainez                                                                      |
| Une Scythe                      | soprano      | Anne-Marie-Jeanne Gavaudan                                                          |
| Un autre Scythe                 | basse-taille | François Lay                                                                        |
| Diane                           | soprano      | Mlle Châteauvieux                                                                   |
| Prêtresses                      | sopranos     | Mlles Rozalie, Audinot, Deslions, Thaunat, Dubuisson, Josephine                     |
| Scythes                         |              | Mlles Châteauvieux et Gertrude Girardin, MM. Blery et Royer                         |

## Argument
L'intrigue ressemble beaucoup à celle de l'opéra de Gluck. La principale différence est que le roi Thoas, étant amoureux d'Iphigénie, y est un personnage moins « barbare ».

## Enregistrement
- Iphigénie en Tauride, solistes, chœur et orchestre du Teatro Petruzzelli de Bari, sous la direction de Donato Renzetti, sur étiquette Fonit Cetra, enregistrement de la première reprise moderne en 1986.